# 慕容顗
慕容顗（？—386年），一作慕容凱，十六國時期西燕國君主，鮮卑人，前燕帝慕容皝之孫，宜都王慕容桓之子。

## 生平
386年，西燕帝慕容沖因不欲東回鮮卑故地導致軍心思變，左將軍韓延遂殺慕容沖，擁立段隨為燕王，改元昌平。然左僕射慕容恆、尚書慕容永又襲殺段隨，慕容顗遂被擁護繼立為燕王，改元建明，率領四十餘萬鮮卑人離開長安東下，惟不久亦為慕容恆之弟慕容韜所殺。